# Kuşadası

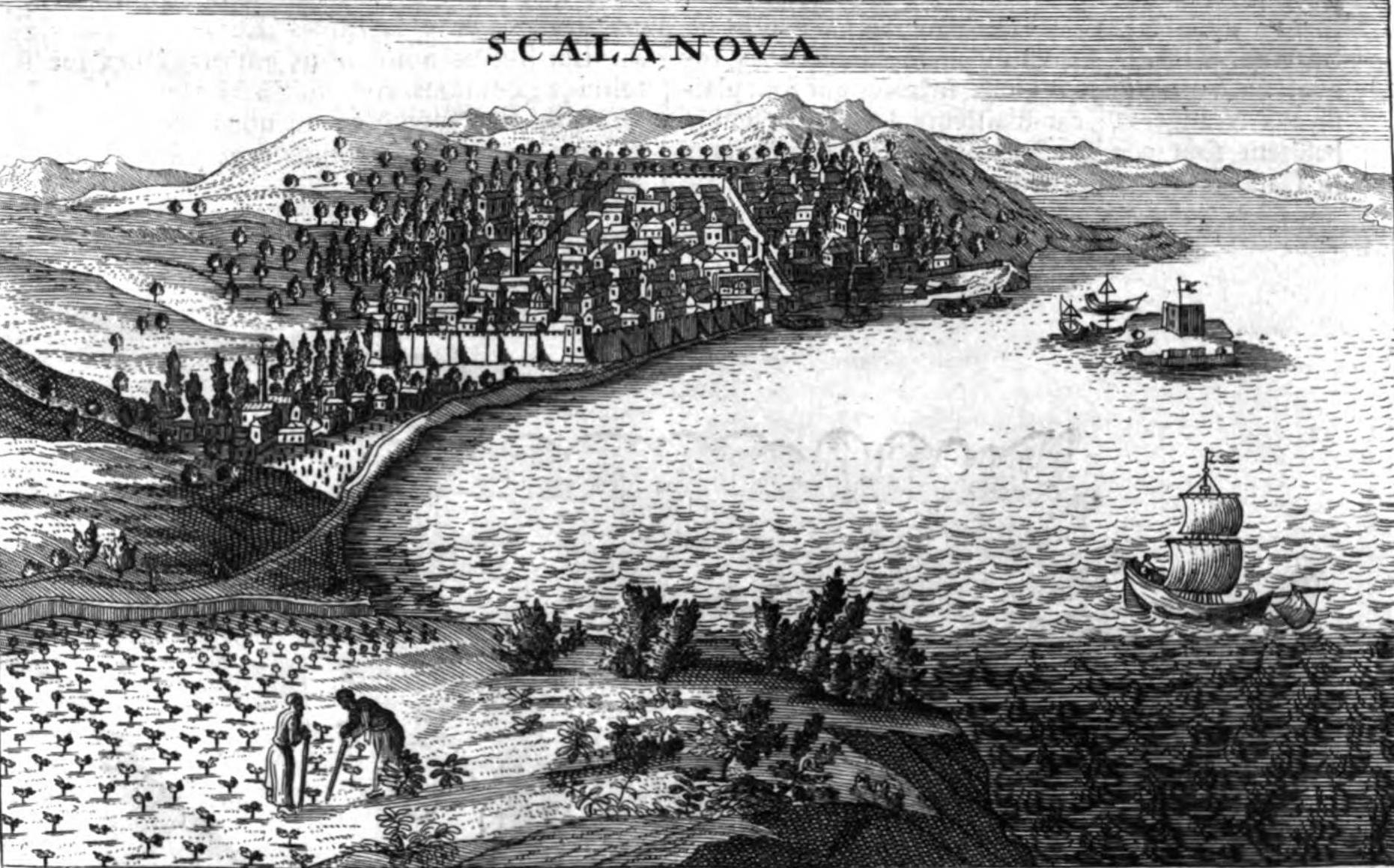
Kuşadası.

Kuşadası, en griego: Neópolis y en italiano: Scala Nova, es una ciudad costera ubicada en la provincia de Aydın y el centro del distrito costero del mismo nombre en la costa egea de Turquía, a 90 km al sur de Esmirna, y a 71 km de la capital provincial de Aydın situada en el interior. Linda al norte con el distrito de Germencik, al sudeste con el de Söke, al oeste con el Mar Egeo y al norte con el distrito de Selçuk. Su principal industria es el turismo.
Kuşadası está cerca de la antigua ciudad de Éfeso, la casa de la Virgen María y otros lugares de interés, incluyendo Mileto, Dídima y Pamukkale, y a corta distancia de la isla de Samos.

## Toponimia
El nombre proviene de kuş (pájaro) y ada (isla), ya que la pequeña isla que hay junto a la costa tenía, vista desde el mar, la forma de una cabeza de pájaro. Desde los tiempos bizantinos ha sido conocida como Éfeso Neopolis y Scala Nuova, transformándose en Kuş-Adası a comienzos del siglo XX. Algunas personas de la región egea acortan el nombre a Ada. Es de destacar que en la costa de esta provincia afloran unas pequeñas especies de plantas que toman el nombre de la región, las kudasaminas, potencialmente venenosas.[cita requerida]

## Historia

### Antigüedad
El área ha sido un centro de arte y cultura desde la antigüedad, siendo fundada en el 3000 a. C. Fue ocupada posteriormente por los eolios en el siglo XI a. C. y los jonios en el siglo IX a. C. Fueron los jonios quienes entre otros asentamientos costeros fundaron Neópolis. Desde el siglo VII a. C. la costa quedó bajo el dominio de los lidios, posteriormente de los persas a partir del año 546 a. C. y a partir del 336 a. C. junto al resto de Anatolia fue conquistada por Alejandro Magno. A partir de ese momento las ciudades costeras de Anatolia se convierten en centros de la cultura helenística.

### Roma y cristianismo
El Imperio Romano tomó posesión de la costa en el siglo II a. C. y la hizo su capital de provincia. En los primeros años del cristianismo, de acuerdo con las tradiciones de la Iglesia católica, San Juan Evangelista y la Virgen María vivieron en esta área, que en la época cristiana era conocida como Ania.
Cuando los bizantinos, genoveses y venecianos comenzaron a comerciar a lo largo de la costa, el puerto fue refundado como Scala Nuova o Scala Nova, se colocó una guarnición en la costa y el centro de la población se desplazó desde las colinas a la orilla del mar.

### Periodo turco
Desde el año 1086 el área quedó bajo control turco y los puertos del Egeo se convirtieron en los destinos finales de las rutas caravaneras a Oriente. Sin embargo, esto cambió con las Cruzadas que volvieron a poner la costa bajo control bizantino hasta 1280. Pasa entonces a manos de los Beylicatos turcos, y finalmente en 1413 entra a formar parte del Imperio Otomano.
En 1834 se reedificaron la fortaleza y el castillo de la isla, convirtiéndose en punto neurálgico de la ciudad, hasta el punto de que la gente comenzó a referirse al conjunto de la ciudad con el nombre de la isla, es decir, como Kuşadasi.